# Tribulatia appendicospora
Tribulatia appendicospora är en svampart som beskrevs av Joanne E. Taylor, K.D. Hyde & E.B.G. Jones 2003. Tribulatia appendicospora ingår i släktet Tribulatia, klassen Sordariomycetes, divisionen sporsäcksvampar och riket svampar.  Inga underarter finns listade i Catalogue of Life.